# لیندا ویلومسن
لیندا ویلومسن (انگلیسی: Linda Villumsen؛ زادهٔ ۹ آوریل ۱۹۸۵) دوچرخه‌سوار زن اهل دانمارک است.
وی در مسابقات کشوری و بین‌المللی در مجموع برندهٔ ۲ مدال طلا، ۵ مدال نقره، ۳ مدال برنز شده‌است.